# 海姆巴赫河 (施瓦察赫河支流)
49°00′58″N 11°21′47″E / 49.016148°N 11.363146°E

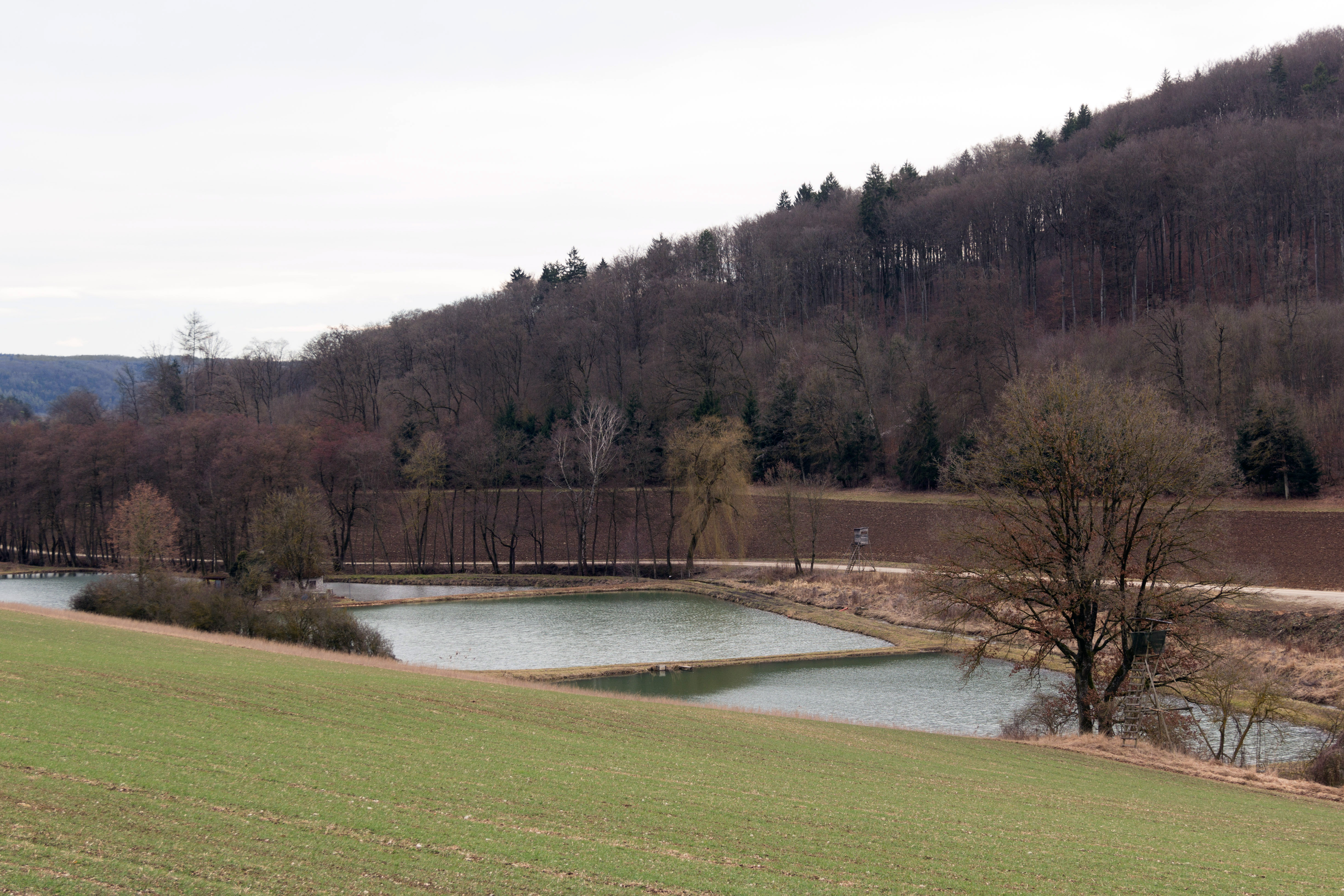

海姆巴赫河是德國的河流，位於該國東南部，由巴伐利亞負責管轄，屬於施瓦察赫河的右支流，河道全長5.6公里，流域面積15.1平方公里。